# Hannah Forster (Politikerin)
Hannah Forster (geb. als Hannah Johnson am 14. Januar 1893 in Bathurst, heute Banjul, gest. 3. Januar 1966) war eine gambische Unternehmerin und Politikerin.

## Leben
Sie besuchte zunächst die St. Mary's Elementary School in Bathurst. Da in Gambia noch keine weiterführenden Schulen existierten, ging sie dafür nach Freetown. Nach dem Tod ihrer Mutter 1911 kehrte sie zurück und arbeitete in Bathurst an ihrer vorigen Schule als junior teacher.
Nach dem Tod ihres Mannes gab sie die Lehrtätigkeit auf und eröffnete Läden in Bathurst, Kau-ur, Kuntaur und Kartong. Gegen Ende der 1920er Jahre war sie führende Händlerin im Handel und Export von Kolanüssen und exportierte außerdem Austern. Später eröffnete sie in Bathurst ein Geschäft für europäische Kleidung und Luxusgüter.
Forster war eine der ersten Frauen, die sich in die gambische Politik einmischten. In den 1930ern war sie gewähltes Mitglied des Bathurst Town Advisory Councils, einem Vorläufer des Banjul City Councils. 1946 gehörte sie neben Cecilia Davies als eine von zwei Frauen dem neu gegründeten Bathurst Town Council an. 1951 gehörte sie zu den Gründungsmitgliedern der maßgeblich von John Colley Faye vorangetriebenen ersten gambischen Partei Gambia Democratic Party (GDP) und unterstützte die Partei wesentlich inhaltlich und durch finanzielle Mittel. 1953/1954 arbeitete sie an den Entwürfen für eine neue gambische Verfassung mit.
Neben ihrer unternehmerischen und politischen Tätigkeit engagierte sie sich auch in der Kirche. Sie gründete die gambische Mothers’ Union.
1996 wurde eine Straße in Banjul nach ihr Forster Street genannt.

## Familie
Forster war eine Tochter von Elizabeth Johnson und dem Staatsbeamten C. C. Johnson, der der Ethnie der Aku angehörte. Dieser war von Freetown nach Gambia geschickt worden, um leitende Funktionen in der Verwaltung zu übernehmen.
Ihr Ehemann starb früh. Mit ihm hatte sie zwei Kinder. Ihre Tochter Catherine Collier studierte in Großbritannien und war ab 1954 die erste gambische Röntgenassistentin und arbeitete am Royal Victoria Hospital (heute Edward Francis Small Teaching Hospital). Ihr Sohn Bani Forster studierte an der Universität Birmingham und wurde von der Kolonialverwaltung nach Ghana entsendet, wo er einer der ersten Psychiater in Subsahara-Afrika war.